# Knutselen
Knutselen is een activiteit die bestaat uit het vervaardigen van (vaak) decoratieve werken met diverse materialen.
Kinderen leren al op zeer jonge leeftijd knutselen, namelijk als ze op de kleuterschool zitten. Op die manier trainen ze hun motorische vaardigheden en kunnen ze hun creativiteit uiten.

## Knutseltechnieken
Naast knutselmaterialen aanbieden moeten jonge kinderen ook de nodige knutselvaardigheden leren. Denk hierbij aan knippen, plakken, vouwen, kleuren, enzovoorts. Het aanleren van knutseltechnieken kan het beste gedaan worden door eerst te beginnen met het maken van eenvoudige knutselopdrachten. Door het telkens herhalen van dezelfde knutselopdracht leren kinderen hun knutseltechnieken verder te ontwikkelen. Daarna moeten ze echter ruimte krijgen om met die technieken te experimenteren en hun creativiteit te vergroten.

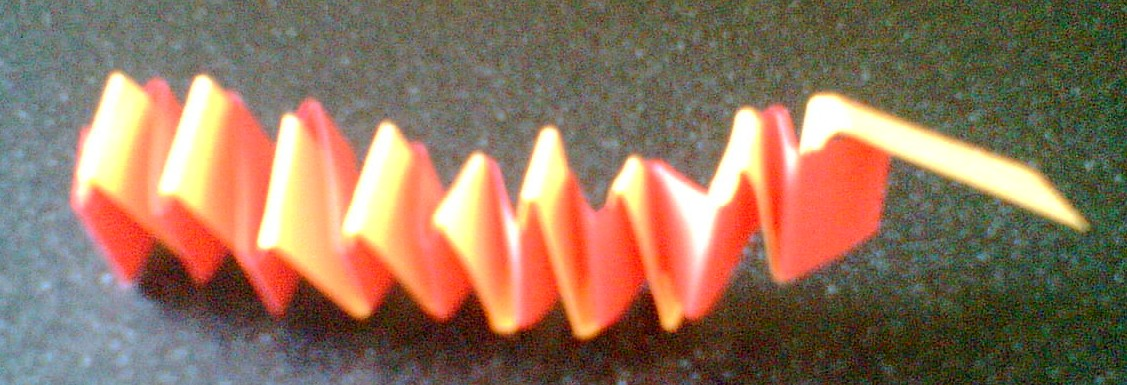
Muizentrappetje

## Vaak gebruikte materialen
- papier en karton (ook wel verpakkingsmaterialen)
- kurk
- wol, garen en textiel
- piepschuim en schuimrubber

## Vaak gebruikte gereedschappen
- (kleur)potloden en gum
- verf en (wasco)krijt
- stiften
- hobbymes
- schaar
- (hobby)lijm
- prikpen en bijbehorende priklap
- liniaal